# Virgilio Ferreira
Virgilio Ferreira (Atyrá, 28 de janeiro de 1973) é um ex-futebolista paraguaio que atuava como meia.

## Carreira
Virgilio Ferreira integrou a Seleção Paraguaia de Futebol na Copa América de 2001.